# Linschoten-Vereeniging
De Linschoten-Vereeniging is een vereniging die zeldzame of onuitgegeven Nederlandse reisverslagen en landbeschrijvingen publiceert.

## Oprichting en doel
De vereniging werd opgericht in 1908 door een aantal historici en oud-zeevarenden. Zij vonden dat de vele honderden verslagen van land- en zeereizen die in bibliotheken en archieven verborgen waren een breder publiek verdienden dan alleen de toevallige studiezaalbezoeker met kennis van oude handschriften.
De vereniging werd genoemd naar Jan Huygen van Linschoten, de man die aan het einde van de zestiende eeuw zijn reisgeschriften publiceerde en daarmee voor de Nederlanders de zeeweg naar Azië openlegde. De Britse Hakluyt Society, die in het Verenigd Koninkrijk een gelijksoortig doel nastreefde, was het grote voorbeeld voor de vereniging.

## Werkwijze
De vereniging stelde zich ten doel het bevorderen van de uitgave van zeldzame of onuitgegeven Nederlandse zee- en landreizen en landbeschrijvingen in de oorspronkelijke taal, spelling en stijl, voorzien van verklaringen en een inleidende tekst over de achtergronden van het manuscript. Het publiceren van reisverhalen is nog steeds de hoofddoelstelling van de Linschoten-Vereeniging. Ondertussen zijn er al meer dan honderd boekwerken gepubliceerd. Daarnaast organiseert de Linschoten-Vereeniging ook andere activiteiten die verband houden met reizen, over land en op zee.
Momenteel telt de vereniging meer dan 500 leden, die geïnteresseerd zijn in de maritieme geschiedenis, ontdekkingsreizen (specifiek: Nederlandse ontdekkingsreizen) en avontuurlijke reisverhalen. Voor de vereniging zijn de leden essentieel, dankzij hun bijdragen kunnen de uitgaven verschijnen zonder dat men afhankelijk is van een al dan niet tegenvallende boekhandelverkoop.
De uitgaven verschijnen in de reeks Werken van de Linschoten-Vereeniging. In 1939, 1957 en 2007 verschenen generale registers op de delen 1-25, 25-50 en 51-100 onder de naam Tresoor der Zee- en Landreizen. Inmiddels zijn vele delen van de serie uitverkocht en op zichzelf zeldzaam geworden; delen waar nog regelmatig vraag naar is worden incidenteel herdrukt. Een complete serie Werken is echter zeer gezocht en vaak alleen in grotere bibliotheken te vinden. Een korte samenvatting van 100 delen Werken van de Linschoten-Vereeniging is terug te vinden in: Reizen door de eeuwen heen: 100 jaar Linschoten-Vereeniging (1908-2008). Onder redactie van Henk den Heijer en Cees van Romburgh. (Walburg Pers 2008)

## Linschoten-penning
In 1998 werd de Linschoten-penning ingesteld. De penning is bestemd voor een persoon, een groep personen of een organisatie die aan de doelstelling van de Vereeniging bijdraagt.
Prijswinnaars waren:
- 1998 – Arthur Japin: De zwarte met het witte hart
- 1999 – Dirk Buiskool: De reis van Harm Kamerlingh Onnes, Brieven uit de Oost 1922 - 1923
- 2000 – J. van Campen: De Haagse jurist Jean Theodore Royer (1737-1807) en zijn verzameling Chinese voorwerpen; de penning werd in april 2003 uitgereikt
- 2001-2002 – M. Peters en F. André de la Porte: In steen geschreven. Leven en sterven van VOC-dienaren op de kust van Coromandel in India
- 2003 – Roelof van Gelder: Naporra's omweg: het leven van een VOC-matroos (1731-1793)
- 2004 – de Franse uitgever Michel Chandeigne voor zijn vertalingen van Nederlandse reisverslagen, waaronder die van Gerrit de Veer, Willem IJsbrantsz. Bontekoe en François Caron
- 2005 – prof. dr. J.L. Blussé (Leonard Blussé), hoogleraar in de Europees-Aziatische betrekkingen aan de Universiteit Leiden en gastprofessor aan de universiteit van Xiamen
- 2006 – Stichting Nederlandse Kaap Hoorn-vaarders
- 2010 - Perry Moree en Els van Eijck van Heslinga, voor  het project 'Sailing Letters'.
- 2013 - Marijke Barend-Van Haeften- voor haar hele oeuvre
- 2015 - Lodewijk Wagenaar, voor de wijze waarop hij belangstelling heeft weten te kweken voor de kennis over en het behoud van het VOC-erfgoed in Azië en met name op Sri Lanka.
- 2017 - Louwrens Hacquebord, voor zijn vele activiteiten en verdiensten op het gebied van de kennis van het Arctisch en Antarctisch gebied.
- 2018 - Pieter Schriks (postuum) uitgever van de Walburg Pers.
- 2019 - VPRO Reisseries

## Overzicht van de uitgaven

### Werken van de Linschoten-Vereeniging
1. Henry Hudson in Holland 1609. An inquiry into the origin and objects of the voyage which led to the discovery of the Hudson River. With bibliographical notes by Henry Cruse Murphy. 1909. 150 p.
2. De reis van Jan Cornelisz. May naar de IJszee en de Amerikaanse kust, 1611-1612. Onder redactie van S. Muller Fz. 1909. lvi, 226 p.
3. [1]  Itinerario. Voyage ofte schipvaert van Jan Huygen van Linschoten naer Oost ofte Portugaels Indiën, 1579-1592. Deel 1. Onder redactie van H. Kern. 1910. xxxix, 238 p.
[2]  Itinerario. Voyage ofte schipvaert van Jan Huygen van Linschoten naer Oost ofte Portugaels Indiën, 1579-1592. Deel 2. Onder redactie van H. Kern. 1910. 266 p.
4. Korte Historiael ende Journaels Aenteyckeninge van verscheyden voyagiens in de vier deelen des wereldts-ronde, als Europa, Africa, Asia ende Amerika gedaen door David Pietersz. de Vries. Onder redactie van H. T. Colenbrander. 1911. xliv, 302 p.
5. De Reis van mr. Jacob Roggeveen ter ontdekking van het Zuidland, 1721-1722. Onder redactie van F. E. Baron Mulert, met een aanhangsel over de waarnemingen der kompasmiswijzing op Roggeveen's tocht, verricht door W. van Bemmelen. 1911. xxvii, 331 p.
6. Beschrijvinghe ende historische verhael van het Gout Koninckrijck van Gunea anders de Gout-custe de Mina genaemt, liggende in het deel van Africa, door P. de Marees. Onder redactie van S.P. L'Honoré Naber. 1912. lxxii, 314 p.
7. Toortse der Zeevaert door Dierick Ruiters, 1623. Samuel Brun 's Schiffarten, 1624. Onder redactie van S.P. L'Honoré Naber. 1913. lxi, 206 p.
8. De Eerste Schipvaart der Nederlanders naar Oost-Indië onder Cornelis de Houtman, 1595-1597. Deel 1. Onder redactie van G.P. Rouffaer en J.W.IJzerman. 1915. xxxiv, 248 p.
9. Reizen van Jan Huyghen van Linschoten naar het Noorden, 1594-1595. Onder redactie van S.P. L'Honoré Naber. 1914. lxxxiv, 308 p.
10. Dirck Gerritsz. Pomp, alias Dirck Gerritsz. China. De eerste Nederlander die China en Japan bezocht. 1544-1604. Zijn reis naar en verblijf in Zuid-Amerika. Onder redactie van J.W. IJzerman. 1915. xxii, 195 p.
11. De Open-Deure tot het verborgen heydendom, door Abraham Rogerius. Onder redactie van W. Caland. 1915. xliv, 222 p.
12. Reizen in Zuid-Afrika in de Hollandse tijd. Deel 1. Onder redactie van E.C. Godée Molsbergen. 1916. xv, 254 p.
13. Reizen in Zuid-Afrika in de Hollandse tijd. Deel 2. Onder redactie van E.C. Godée Molsbergen. 1916. xxiv, 271 p.
14. De Oost-Indische Compagnie in Cambodja en Laos. Onder redactie van Hendrik P.N. Muller. 1917. lxviii, 463 p.
15. Reizen van Willem Barents, Jacob van Heemskerck, Jan Cornelisz Rijp en anderen naar het Noorden, 1594-1597. Verhaald door Gerrit de Veer. Deel 1. Onder redactie van S.P. L'Honoré Naber. 1917. 178 p.
16. Reizen van Willem Barents, Jacob van Heemskerck, Jan Cornelisz Rijp en anderen naar het Noorden, 1594-1597. Verhaald door Gerrit de Veer. Deel 2. Onder redactie van S.P. L'Honoré Naber. 1917. cxxvi, 341 p.
17. Journael van de Reis naar Zuid-Amerika door Hendrik Ottsen, 1598-1601. Onder redactie van J.W. IJzerman. 1918. clxxix, 253 p.
18. De Reizen van Abel Janszoon Tasman en Franchoys Jacobszoon Visscher, ter nadere ontdekking van het Zuidland (Australië) in 1642-1644. Onder redactie van R. Posthumus Meyjes. 1919. xcviii, 300 p.
19. Verhaal van het vergaan van het jacht de Sperwer en van het wedervaren der schipbreukelingen op het eiland Quelpaert en het vasteland van Korea (1653-1666). Met eene beschrijving van dat rijk, door Hendrik Hamel. Onder redactie van B. Hoeting. 1920. lxxv, 165 p.
20. Henry Hudson's Reize onder Nederlandsche vlag van Amsterdam naar Nova Zembla, Amerika en terug naar Dartmouth in Engeland, 1609. Volgens het journaal van Robert Juet. Onder redactie van S.P. L'Honoré Naber. 192 l. cxxiv, 138 p.
21. Reizen in Zuid-Afrika in de Hollandse tijd. Deel 3. Onder redactie van E.C. Godée Molsbergen, inl. R. Posthumus Meyjes. 1922. xxxii, 368 p.
22. De Reis van Mahu en De Cordes door de Straat van Magalhaes naar Zuid-Amerika en Japan, 1598-1600. Deel 1. Onder redactie van F.C. Wieder. 1923. xv, 319 p.
23. De Reis van Mahu en de Cordes door de Straat van Magalhaes naar Zuid-Amerika en Japan, 1598-1600. Deel 2. Onder redactie van F.C. Wieder. 1924. xii, 119 p.
24. Hessel Gerritsz, Beschryvinghe van der Samoyeden Landt en Histoire du pays nommé Spitsberghe. Onder redactie van S.P. L'Honoré Naber. 1924. liv, 125 p.
25. De Reis van Mahu en de Cordes door de Straat van Magalhaes naar Zuid-Amerika en Japan, 1598-1600. Deel 3. Onder redactie van F.C. Wieder. 1925. XII en 232 p.
26. De Eerste Schipvaart der Nederlanders naar Oost-Indië onder Cornelis de Houtman, 1595-1597. Deel 2. Onder redactie van G.P. Rouffaer en J.W. I Jzerman. 1925. lxxxviii, 426 p.
27. De Stichting van New-York in Juli 1625. Onder redactie van F.C. Wieder. 1925. xi, 242 p. Bevat: reconstructies en nieuwe gegevens ontleend aan de Van Rappard -documenten.
28. De Reis om de Wereld door Olivier van Noort, 1598-1601. Deel 1. Onder redactie van J.W. IJzerman. 1926. viii, 265 p.
29. De Reis om de Wereld door Olivier van Noort, 1598-1601. Deel 2. Onder redactie van J.W. IJzerman. 1926. xii, 300 p.
30. De Eerste Nederlandse Transatlantische Stoomvaart in 1827 van Zr. Ms. Stoompakket Curacao. Deel 1. Onder redactie van J.W. van Nouhuys. 1927. xxvi, 186 p. Bevat: het journaal.
31. De Zeeuwsche Expeditie naar de West onder Cornelis Evertsen den Jonge, 1672-1674. Nieuw Nederland een jaar onder Nederlandsch Bestuur. Onder redactie van C. de Waard. 1928. lxix, 237 p.
32. De Remonstrantie van W. Geleynssen de Jongh. Onder redactie van W. Caland. 1929. xv, 127 p.
33. De Eerste Schipvaart der Nederlanders naar Oost-Indië onder Cornelis de Houtman, 1595-1597. Deel 3. Onder redactie van G.P. Rouffaer en J.W. IJzerman. 1929. lxxv, 439 p.
34. Reisen van Nicolaus de Graaff. Gedaan naar alle gewesten des Werelds. Beginnende 1639 tot 1687 incluis.-Oost-Indise Spiegel. Onder redactie van J.C.M. Warnsinck. 1930. xxxiii, 230, vii, 132 p.
35. Joannes de Laet. Iaerlyck verhael van de Verrichtinghen der Geoctroyeerde West-Indische Compagnie in derthien Boecken. Deel 1. Onder redactie van S.P. L'Honoré Naber. 1931. xxix, 224 p.
36. Joannes de Laet. Iaerlyck verhael van de Uerrichtinghen der Geoctroyeerde West-Indische Compagnie in derthien Boecken. Deel 2. Onder redactie van S.P. L'Honoré Naber. 1932. xx, 215 p.
37. Reizen in Zuid-Afrika in de Hollandse tijd. Deel 4. Onder redactie van E.C. Godée Molsbergen. xxxii, 366 p. 1932
38. Joannes de Laet. Iaerlyck verhael van de Uerrichtinghen der Geoctroyeerde West-Indische Compagnie in derthien Boecken. Deel 3. Onder redactie van S.P. L’Honoré Naber. 1934. XX en 234 p.
39. De Reis van Joris van Spilbergen naar Ceylon, Atjeh en Bantam, 1601-1604. 1933. lxi, 126 p.
40. Itinerario. Voyage ofte schipvaert van Jan Huygen van Linschoten naar Oost ofte Portugaels Indiën, 1579-1592. Deel 3. Onder redactie van C.P. Burger Jr. en F.W.T. Hunger. 1934. xxxiv, 337 p.
41. Joannes de Laet. Iaerlyck verhael van de Verrichtinghen der Geoctroyeerde West-Indische Compagnie in der- thien Boecken. Deel 4. Onder redactie van S.P. L'Honoré Naber en J.C.M. Warnsinck. 1937. lxxxvi, 330 p.
42. Journaal van J.J. Ketelaar's hofreis naar den Groot Mogol te Lahore, 1711-1713. Onder redactie van J.Ph. Vogel. 1937. xxvii, 454 p.
43. De Tweede Schipvaart der Nederlanders naar Oost-Indië onder Jacob Cornelisz. van Neck en Wybrand van Warwijck, 1598-1600. Deel 1. Onder redactie van J. Keuning. 1938. CXIV en l83 p.
44. [1] Itinerario. Voyage ofte schipvaert van Jan Huygen van Linschoten naer Oost ofte Portugaels Indiën, 1579-1592. Deel 4. Onder redactie van J.C.M. Warnsinck. 1939. lxxx, p. 1-144. 
[2] Itinerario. Voyage ofte schipvaert van Jan Huygen van Linschoten naer Oost ofte Portugaels Indiën, 1579-1592. Deel 5. Onder redactie van J.C.M. Warnsinck. 1939. p. 145-446.
45. De Tweede Schipvaart der Nederlanders naar Oost-Indië onder Jacob Cornelisz. van Neck en Wybrant Warwijck, 1598-1600. Deel 2. Onder redactie van J. Keuning. 1940. lxxxiv, 262 p. & afzonderlijke portefeuille met 8 kaarten.
46. Journaal van Dircq van Adrichem's hofreis naar den Groot-Mogol Aurangzëb, 1662. Onder redactie van A.J. Bernet-Kempers. 1941 xx, 275 p.
47. De Tweede Schipvaart der Nederlanders naar Oost-Indië onder Jacob Cornelisz. van Neck en Wybrant Warwijck, 1598-1600. Deel 3. Onder redactie van J. Keuning. 1942.xx, 275 p.
48. [1]De Reis om de Wereld van Joris van Spilbergen, 1614-1617. Onder redactie van J.C.M. Warnsinck. 1943. cxxxi, 5, 192 p. 
[2] De Reis om de Wereld van Joris van Spilbergen, 1614-1617. Onder redactie van J.C.M. Warnsinck. 1943. 27 platen in één band
49. De Tweede Schipvaart der Nederlanders naar Oost-Indië onder Jacob Cornelisz. van Neck en Wybrant Warwijck, 1598-1600. Deel 4. Onder redactie van J. Keuning. 1944. l, 219 p.
50. [1]De ontdekkingsreis van Jacob Le Maire en Willem Cornelisz Schouten in de jaren 1615-1617. Deel 1. Onder redactie van W.A. Engelbrecht en P.J. van Herwerden. 1945 xxiv, 19, 229 p. 
[2] De ontdekkingsreis van Jacob Le Maire en Willem Cornelisz Schouten in de jaren 1615-1617. Deel 2. Onder redactie van W.A. Engelbrecht en P.J. van Herwerden. 1945 xv, 265 p. & 3 losse kaarten.
51. [1]De Tweede Schipvaart der Nederlanders naar Oost-Indië onder Jacob Cornelisz. van Neck en Wybrant Warwijck, 1598-1600. Deel 5, 1ste stuk. Onder redactie van J. Keuning. 1947. xvi, 235 p. 
[2]De Tweede Schipvaart der Nederlanders naar Oost-Indië onder Jacob Cornelisz. van Neck en Wybrant Warwijck, 1598-1600. Deel 5, 2e stuk. Onder redactie van J. Keuning. 1949. xvi, 318 p. & afzonderlijke portefeuille met 14 kaarten. 
[3] De Tweede Schipvaart der Nederlanders naar Oost-Indië onder Jacob Cornelisz. van Neck en Wybrant Warwijck, 1598-1600. Deel 5, 3e stuk. Onder redactie van C.E. Warnsinck-Delprat. 1951. xx en 70 p.
52. De Oudste Reizen van de Zeeuwen naar Oost-Indië, 1598-1604. Onder redactie van W.S. Unger. 1948. liii, 253 p.
53. Reizen naar West-Afrika van Pieter van den Broecke, 1605-1614. Onder redactie van K. Ratelband. 1950. cvi, 124 p.
54. De Eerste Nederlandsche Transatlantische stoomvaart in 1827 van Zr. Ms. stoompakket Curacao. Deel 2. Onder redactie van J.W. van Nouhuys, bijlagen bewerkt door C. Hokke. 1951. xliv, 224 p.
55. Journalen vande gedenckwaerdige reijsen van Willem IJsbrantsz. Bontekoe, 1618-1625. Onder redactie van G.J. Hoogewerff, 1952, l. 211 p.
56. Vijf Dagregisters van het kasteel São Jorge da Mina (Elmina) aan de Goudkust, 1645-1647. Onder redactie van K. Ratelband. 1953. cx, 439 p.
57. De reis van Mathijs Hendriksz. Quast en Abel Jansz. Tasman ter ontdekking van de Goud- en Zilvereilanden, (1639). Onder redactie van J. Verseput. 1954. lxx, 130 p.
58. Itinerario. Voyage ofte schipvaert van Jan Huygen van Linschoten naer Oost ofte Portugaels Indiën, 1579-1592. Eerste stuk. Onder redactie van H. Kern. 2e druk, herzien door H. Terpstra. 1955. xcvi. 163 p.
59. Itinerario. Voyage ofte schipvaert van Jan Huygen van Linschoten naer Oost ofte Portugaels Indiën, 1579-1592. Tweede stuk. Onder redactie van H. Kern. 2e dr, herzien door H. Terpstra. 1956. xv, 183 p.
60. De vijf gezantschapsreizen van Rijklof van Goens naar het Hof van Mataram, 1648-1654. Onder redactie van H.J. de Graaf. 1956. xvi, 280 p.
61. Itinerario. Voyage ofte schipvaert van Jan Huygen van Linschoten naer Oost ofte Portugaels Indiën, 1579-1592. Derde stuk Onder redactie van H. Kern. 2e druk, herzien door H. Terpstra. 1957. xvi, 190 p.
62. De Westafrikaanse Reis van Piet Heyn, 1624-1625. Onder redactie van K. Ratelband. 1959. cv, 79 p. Tweede, ongewijzigde druk, 2005, 176 p.
63. De reis van Michiel Adriaanszoon de Ruyter in 1664-1665. Onder redactie van P. Verhoog en L. Koelmans. 1961. xviii, 364 p. Tweede, ongewijzigde druk, 2005, 384 p.
64. Pieter van den Broecke in Azië. Deel 1. Onder redactie van W.Ph. Coolhaas. 1962. xv, 219 p.
65. Pieter van den Broecke in Azië. Deel 2. Onder redactie van W.Ph. Coolhaas. 1963. 214 p.
66. De reis om de wereld van de Nassausche vloot, 1623-1626. Onder redactie van W. Voorbeijtel Cannenburg. 1964. cxxvii, 133 p.
67. Nicolaas Witsen. Moscovische Reyse, 1664-1665. Deel 1. Onder redactie van Th.J.G. Locher en P. de Buck. 1966. lxxv, 94 p.
68. Nicolaas Witsen. Moscovische Reyse, 1664-1665. Deel 2. Onder redactie van Th.J.G. Locher en P. de Buck. 1966. 196 p.
69. Nicolaas Witsen. Moscovische Reyse, 1664-1665. Deel 3. Onder redactie van Th.J.G. Locher en P. de Buck. 1967. 247 p.
70. Reijse gedaen bij Adriaen Schagen aen de Croonen van Sweden ende Polen inden jaere 1656. Onder redactie van C E. Warnsinck-Delprat, 1968. xii, 196 p.
71. De derde reis van de V.O.C. naar Oost-Indie onder het beleid van admiraal Paulus van Caerden, uitgezeild in 1606. Deel 1. Onder redactie van A. de Booy. 1968. 213 p.
72. De derde reis van de VOC naar Oost-Indie onder het beleid van admiraal Paulus van Caerden, uitgezeild in 1606. Deel 2. Onder redactie van A. de Booy. 1970. xvi, 274 p.
73. De expeditie van Anthonio Hurdt, Raad van Indië, als admiraal en superintendent naar de binnenlanden van Java. Sept.-dec. 1678 volgens het journaal van Johan Jurgen Briel, secretaris. Onder redactie van H.J. de Graaf. 1971. x, 288 p.
74. De reis van de vloot van Pieter Willemsz. Verhoeff naar Azië, 1607-1612. Deel 1. Onder redactie van M.E. van Opstall. 1972. xviii, 298 p.
75. De reis van de vloot van Pieter Willemsz. Verhoeff naar Azië, 1607-1612. Deel 2. Onder redactie van M.E. van Opstall. 1972. p. 300-441 & 6 losse kaarten
76. Dr. Cornelis Pynacker, Historysch verhael van den steden Thunis, Algiers ende andere steden in Barbarien gelegen. Onder redactie van G.S. van Krieken. 1975. x, 206 p.
77. De reis van Z.M. 'De Vlieg', commandant Willem Kreekel, naar Brazilië 1807-1808. Deel 1. Onder redactie van H.J. de Graaf. 1975. x, 214 p.
78. De reis van Z.M. 'De Vlieg', commandant Willem Kreekel, naar Brazilië 1807-1808. Deel 2. Onder redactie van H.J. de Graaf. 1976. xvi, 417 p.
79. De ontdekkingsreis van Willem Hesselsz. de Vlamingh in de jaren 1696-1697. Deel 1. Onder redactie van G.G. Schilder. 1976. viii, 198 p.
80. De ontdekkingsreis van Willem Hesselsz. de Vlamingh in de jaren 1696-1697. Deel 2. Onder redactie van G.G. Schilder. 1976. vi, 134 p.
81. De Stad Schiedam. De Schiedamse scheepsrederij en de Nederlandse vaart op Oost-Indië omstreeks 1840. Door F.J.A. Broeze. Met documenten en summary. 1978. xviii, 350 p.
82. De geschriften van Fransisco Pelsaert over Mughal India, 1627. Kroniek en Remonstrantie. Onder redactie van D.H.A. Kolff en H.W. van Santen. 1979. vi, 361 p.
83. De vierde schipvaart der Nederlanders naar Oost-Indie' onder Jacob Wilkens en Jacob van Neck, 1599-1604. Deel 1. Onder redactie van Jhr. H.A. van Foreest en A. de Booy. 1980. xiv, 306 p.
84. De vierde schipvaart der Nederlanders naar Oost-Indië onder Jacob Wilkens en Jacob van Neck, 1599-l604. Deel 2. Onder redactie van Jhr. H.A. van Foreest en A. de Booy. 1981, xii, 339 p.
85. De eerste tocht van de Willem Barents naar de Noordelijke IJszee, 1878. Deel 1. Onder redactie van W.F.J. Mörzer Bruyns. 1985. 200 p.
86. De eerste tocht van de Willem Barents naar de Noordelijke IJszee, 1878. Deel 2. Onder redactie van W.F.J. Mörzer Bruyns. 1985. 168 p.
87. De eerste landvoogd Pieter Both (1568-1615). Deel 1. Onder redactie van P.J.A.N. Rietbergen. 1987. 184 p.
88. De eerste landvoogd Pieter Both (1568-1615). Deel 2. Onder redactie van P.J.A.N. Rietbergen. 1987. 176 p.
89. Zijne Majesteits raderstoomschip Soembing overgedragen aan Japan. De drie diplomatieke reizen van kapitein G. Fabius ter opening van Deshima en Nagasaki in 1854, 1855 en 1856. Onder redactie van J. Stellingwerff. 1988. 175 p.
90. Het korvet 'Lynx' in Zuid-Amerika, de Filipijnen en Oost-Indië, 1823-1825. De Koninklijke Marine als instrument van het 'politiek systhema' van koning Willem I. Onder redactie van J.E. Oosterling. 1989. 360 p.
91. 't Verwaerloosde Formosa, of waerachtig verhael, hoedanigh door verwaerloosinge der Nederlanders in Oost-Indien, het Eylant Formosa, van den Chinesen Mandorijn, ende Zeeroover Coxinja, overrompelt, vermeestert, ende ontweldight is geworden. Onder redactie van G.C. Molewijk. 1991. 243 p.
92. De werken van Jacob Haafner. Deel 1. Onder redactie van J.A. de Moor en P.G.E.I.J. van der Velde. 1992. 367 p. Ongewijzigde herdruk, 1997.
93. De schipbreuk van de Batavia, 1629. Onder redactie van V.D. Roeper. 1993. 253 p. Ongewijzigde herdruk als paperback, 1994.
94. De avonturen van een VOC-soldaat : het dagboek van Carolus Van der Haeghe 1699-1705. Onder redactie van J. Parmentier en R. Laarhoven. 1994. 208 p. 2e druk
95. De werken van Jacob Haafner Deel 2. Onder redactie van J.A. de Moor en P.G.E.I.J. van der Velde. 1995. 376 p.
96. Op reis met de VOC : de openhartige dagboeken van de zusters Lammens en Swellengrebel. Onder redactie van M.L. Barend-van Haeften ; met medew. van E.S. van Eyck van Heslinga. 1996. 179 p.
97. De werken van Jacob Haafner. Deel 3. Onder redactie van J.A. de Moor en P.G.E.I.J. van der Velde. 1997. 479 p.
98. Per koets naar Constantinopel : de gezantschapsreis van Baron van Dedem van de Gelder naar Istanbul in 1785. door Joost Frederik Tor, Onder redactie van door J. Schmidt. 1998. 206 p.
99. In de Indische wateren. Anske Hielke Kuipers, gezaghebbher bij de Gouvernementsmarine. 1833-1902. Onder redactie van M.E. Kuipers. 1999. 446 p.
100. Naar de koning van Dahomey. Het journaal van de gezantschapsreis van Jacobus Elet naar het West-Afrikaanse Koninkrijk Dahomey in 1733. Onder redactie van H. den Heijer. 2000. 208 p.
101. Dodo's en galjoenen. De reis van het schip Gelderland naar Oost-Indië, 1601-1603. Onder redactie van P. Moree. 2001. 348 p.
102. De reis van het schip Swarte Leeuw naar Atjeh en Bantam, 1601-1603. Onder redactie van J. Parmentier, K. Davids en J. Everaert. 2003. 256 p.
103. Met Prins Hendrik naar de Oost. De reis van W.J.C. Huyssen van Kattendijke naar Nederlands-Indië, 1836-1838. Onder redactie van K. Huyssen van Kattendijke-Frank. 2004. 336 p.
104. Lodewijck Huygens’ Spaans journaal. Reis naar het hof van de koning van Spanje in het gevolg van het buitengewoon gezantschap van de Staten-Generaal (1660-1661). Onder redactie van M. Ebben. 2005. 352 p.
105. Christenslaven. De slavernij-ervaringen van Cornelis Stout in Algiers (1678-1680) en Maria ter Meetelen in Marokko (1731-1743). Onder redactie van L. van den Broek en M. Jacobs m.m.v. G.J. van Krieken. 2006. 368 p.
106. Expeditie naar de Goudkust. Het journaal van Jan Dircksz Lam over de Nederlandse aanval op Elmina, 1625-1626. Onder redactie van H. den Heijer. 2006. 323 p.
107. Gouverneur Van Imhoff op dienstreis in 1739 naar Cochin, Travancore en Tuticorin, en terug over Jaffna en Mannar naar Colombo. Bezorgd door L. Wagenaar, A. Galjaard, M. Nierop en M. Speelman. 2007. 352 p.
108. Herinnering aan een reis naar Oost-Indië. Reisverslag en aquarellen van Maurits Ver Huell (1815-1819). Bezorgd door Ch.F. van Fraassen en P.J. Klapwijk. 2008. 701 p.
109. Suiker, verfhout en tabak. Het Braziliaanse Handboek van Johannes de Laet. Bezorgd door B.N. Teensma. 2009. 192 p.
110. Oorlog in Atjeh. Het journaal van luitenant-ter-zee Henricus Nijgh. Bezorgd door H. Stapelkamp. 2010. 192 p.
111. Driftig van spraak, levendig van gang. Herinneringen van marineofficier D.H. Kolff (1761-1835). Bezorgd door V.A.J. Klooster en D.H.A. Kolff. 2011. 249 p.
112. Voor zilver en Zeeuws belang. De rampzalige Zuidzee-expeditie van de Middelburgse Commercie Compagnie, 1724-1727. Bezorgd door R. Paesie. 2012. 272 p.
113. Machtsstrijd om Malakka. De reis van VOC-admiraal Cornelis Cornelisz. Matelief naar Oost-Azië, 1605-1608. Bezorgd door Leo Akveld, 2013, 400 p.
114. Verdrinken zonder water. De memoires van VOC-matroos Jan Ambrosius Hoorn, 1758-1778. Bezorgd door Perry Moree en Piet van Sterkenburg, 2014, 256 p.
115. Goud en Indianen. Het verhaal van Hendrick Brouwers expeditie naar Chili in 1643. Bezorgd door Henk den Heijer, 2015, 352 p.
116. Op reis met pen en penseel. Frans en Jan Hendrik Lebret als toerist naar Java, 1863. Bezorgd door Anne Leussink en Wyke Sybesma, 2017, 544 p.
117. Met de Triton en Iris naar Nieuw-Guinea: de reisverhalen van Justin Modera en Arnoldus Johannes van Delden uit 1828. Bezorgd door Willem Mörzer Bruyns, 2018, 384 p.
118. Ten exempel van anderen. De processen tegen opvarenden van de piratenschepen Trompeuse en Resolution in Suriname en op St. Thomas in 1684. Bezorgd door Karwan Fatah-Black en Aart Ruijter, 2019, 192 p.
119. Kunstenaar op Java: de reisdagboeken en natuurtekeningen van Pieter van Oort (1825-1833). Bezorgd door Andreas Weber en Sylvia van Zanen, 2021, 480 p.
120. Kunstenaar op Sumatra: de reisdagboeken en natuurtekeningen van Pieter van Oort (1833-1834). Bezorgd door Andreas Weber en Sylvia van Zanen, 2021, 288 p.
121. Het goud in mijn beurs in plaats van op de rok. De 'Herinneringen' van koopvaardijkapitein Cornelis Abrahamsz jr. (1802-1879). Bezorgd door Willem F.J. Mörzer Bruyns, 2022, 528 p.
122. Een jaar bij de ijsberen: het logboek van de Nederlandse Spitsbergen Expeditie 1968-1969. Bezorgd door Hans Beelen, Ko de Korte en Fineke te Raa, 2022, 416 p.
123. Een ontdekking van de wereld in de achttiende eeuw: reisdagboek van de Gentse aalmoezenier Michael de Febure 1721-1722. Bezorgd door Jan Parmentier en Kristin Van Damme, 2023, 304 p.
124. Een burgerman op avontuur: de reis van Jan Jacob Bertold naar Nederlands-Indië in 1818-1819. Bezorgd door Sjoerd de Meer, 2024, 304 p.

N.B.: Van 1909 t/m 1981 (deel 1 t/m 83) was de uitgever Martinus Nijhoff te 's-Gravenhage; vanaf 1985 (deel 84) tot heden is de uitgever Walburg Pers te Zutphen.

### Registers
- Tresoor der Zee- en Landreizen. Beredeneerd register op de werken der Linschoten-Vereeniging. Deel I-XXV. Bewerkt door D. Sepp. 1939. xi, 544 p. Bevat tevens 'errata-addenda' op de delen 1-25.

- Tresoor der Zee- en Landreizen. Beredeneerd register op de werken der Linschoten-Vereeniging. Deel XXV-L. Bewerkt door C.G.M. van Romburgh en C.E. Warnsinck-Delprat. 1957. xi, 829 p. Bevat tevens 'errata-addenda' op de delen 26-50.

- Tresoor der Zee- en Landreizen III. Beredeneerd register op de werken der Linschoten-Vereeniging. Deel LI-C. Samengesteld door P. de Bode. 2007. xxii, 888 p.

### Gelegenheidsuitgaven
- New light form Spanish archives on the voyages of Olivier van Noort. The Vice-Admiral, the 'Hendrick Frederick' on the West Coast of the Americas 1600. Onder redactie van Engel Sluiter. 1937. p. 34-48. Overdruk uit Bijdragen voor de Vaderlandsche Geschiedenis en Oudheidkunde Serie 7, 8, deel 1/2.

- Cornelis Taemsz. Vaygats ofte de Straet van Nassau. Ode tot lof van Jan Huygen van Linschoten. Toegelicht door Mise Visser. 1942. 24 p.

- De reizen naar de West van Cornelis Cornelisz. Jol, alias Kapitein Houtebeen 1626-1640. Door J.B. van Overeem. 1942. 37 p. Overdruk uit de West-Indische Gids XXIV.

- De expeditie van Jol naar Angola en Sao Thomé. 30 Mei 1641-31 Oct. 1641. Door K. Ratelband. 1943. 24 p. Overdruk uit de West-Indische Gids XXIV.

- Johan van der Veken en zijn tijd. Door J.H. Kernkamp. 1952. 35 p.

- Reizen door de eeuwen heen: 100 jaar Linschoten-Vereeniging (1908-2008). Onder redactie van Henk den Heijer en Cees van Romburgh. Walburg Pers, 2008, 142 p.